# Paatenemheb
Paatenemheb (Pȝ-jtn-m-ḥ-b, "Aten [és] en festa" ) va ser un oficial egipci de la dinastia XVIII. Va servir sota els faraons Amenofis III i Akhenaton.

## Biografia
Fill d'un home anomenat Ptahmai, Paatenemheb va entrar a les files de l'exèrcit per acabar convertint-se en comandant en cap de l'exèrcit d'Akhenaton.
La seva tomba es troba entre les dels nobles d'Amarna (TA24).  Es tracta d'un sepulcre que amb prou feines es va començar, fins i tot les escales de baixada estaven mal treballades Les poques inscripcions de l'entrada ja no són visibles, però hi eren encara en el moment del descobriment i informaven dels títols que va tenir en vida:
- Escriba Reial
- Supervisor de la tropa del Senyor de les Dues Terres
- Administrador del Senyor de les Dues Terres
- Supervisor dels portadors a Akhetaton.

## Identificació amb Horemheb
Existeix la possibilitat que Paatenemheb sigui el faraó Horemheb en la seva carrera inicial, abans d'adoptar un nom més apropiat per a la restauració religiosa que hi va haver posterior al Període d'Amarna.
Aidan Dodson i Dyan Hilton ho veuen possible. Toby Wilkinson fins i tot contempla la possibilitat que Paatenhemeb hagués canviat de nom dues vegades: nascut com a Horemheb ("Horus [és] en festa"), canviat a Paatenemheb. durant el regnat d'Akhenaton, i reconvertit convenientment en Horemheb després de la mort del faraó.  Per contra, altres egiptòlegs com Nicolas Grimal creuen que es tracta de dues persones diferents.